# Kriegsdenkmal (Devon)

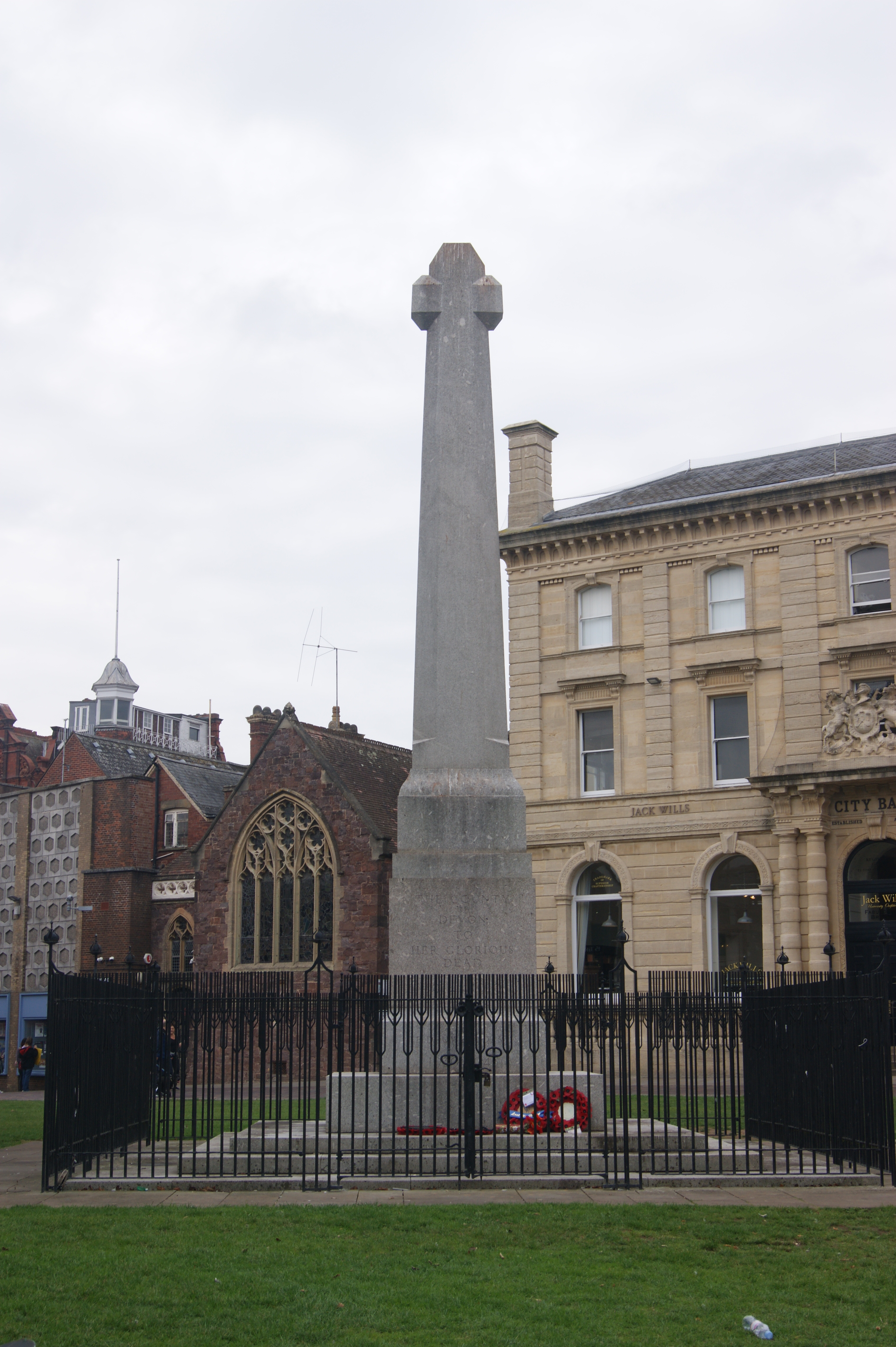
Kriegsdenkmal von Devon

Das Kriegsdenkmal von Devon ist ein Kriegsdenkmal für den Ersten Weltkrieg, das von Edwin Lutyens entworfen wurde und sich am Cathedral Green in Exeter, der Hauptstadt der Grafschaft Devon, im Südwesten Englands befindet.
Es ist eines von fünfzehn von Lutyens entworfenen Kriegskreuzen mit ähnlichen Merkmalen und eines von zwei, die als Bürgerdenkmal in einer Stadt dienen. Der erste Vorschlag für das Kriegsdenkmal der Grafschaft bestand darin, den Bau eines Kreuzgangs in der Kathedrale von Exeter abzuschließen, der den Kriegstoten von Devon gewidmet werden sollte. Dieser Plan wurde jedoch aus Geldmangel aufgegeben. Nach Prüfung mehrerer Vorschläge beauftragte das Devon County War Memorial Committee Lutyens, stattdessen ein Kriegskreuz zu entwerfen. Nach der Erkundung mehrerer Standorte entschied sich das Komitee dafür, das Denkmal auf dem Grün der Kathedrale von Exeter zu errichten. Gleichzeitig wurde über ein Kriegerdenkmal für Exeter selbst nachgedacht, aber die Komitees für die beiden Projekte arbeiteten nicht zusammen, was zu zwei separaten Denkmälern führte – dem County Memorial an der Kathedrale und dem Kriegsdenkmal von Exeter in Northernhay Gardens.
Das Denkmal hat die Form eines einfachen Kreuzes. Es ist aus einem einzigen Granitblock gehauen, der in Haytor auf Dartmoor abgebaut wurde, und steht westlich der Kathedrale, in einer Linie mit dem Altar. Das Kreuz steht auf einem Granitsockel, der wiederum auf drei Stufen ruht. Es wurde am 16. Mai 1921 von Edward, Prince of Wales enthüllt. Nach archäologischen Ausgrabungen in den 1970er Jahren wurde das Gelände umgestaltet, um einen Prozessionsweg zwischen dem Denkmal und der Kathedrale zu schaffen. Das Denkmal wird als Grade II* und Teil einer „nationalen Sammlung“ der Kriegsdenkmäler von Lutyens eingestuft. Seit 2015 stehen alle Denkmäler von Lutyens in England unter Denkmalschutz.

## Hintergrund
Nach dem Ersten Weltkrieg wurden in ganz Großbritannien Tausende von Kriegsdenkmälern errichtet. Zu den bekanntesten Designern von Denkmälern gehörte der Architekt Edwin Lutyens, der von Historic England als „der führende englische Architekt seiner Generation“ beschrieben wurde. Nach dem Krieg widmete er einen Großteil seiner Zeit dem Gedenken an die Opfer. Er war einer der drei Hauptarchitekten der Imperial War Graves Commission (IWGC) und entwarf zahlreiche Kriegsdenkmäler für Städte und Dörfer.
Das Kriegsdenkmal von Devon ist eines von fünfzehn Kriegskreuzen, die Lutyens zwischen 1920 und 1925 nach ähnlichen Vorgaben entworfen hat. Die meisten Kriegskreuze von Lutyens wurden für kleine Dörfer in Auftrag gegeben, aber das Kriegsdenkmal von Devon ist eines von zwei, die als Bürgerdenkmal in einer Stadt in Auftrag gegeben wurden – das andere ist das Kriegsdenkmal von York.

## Inbetriebnahme

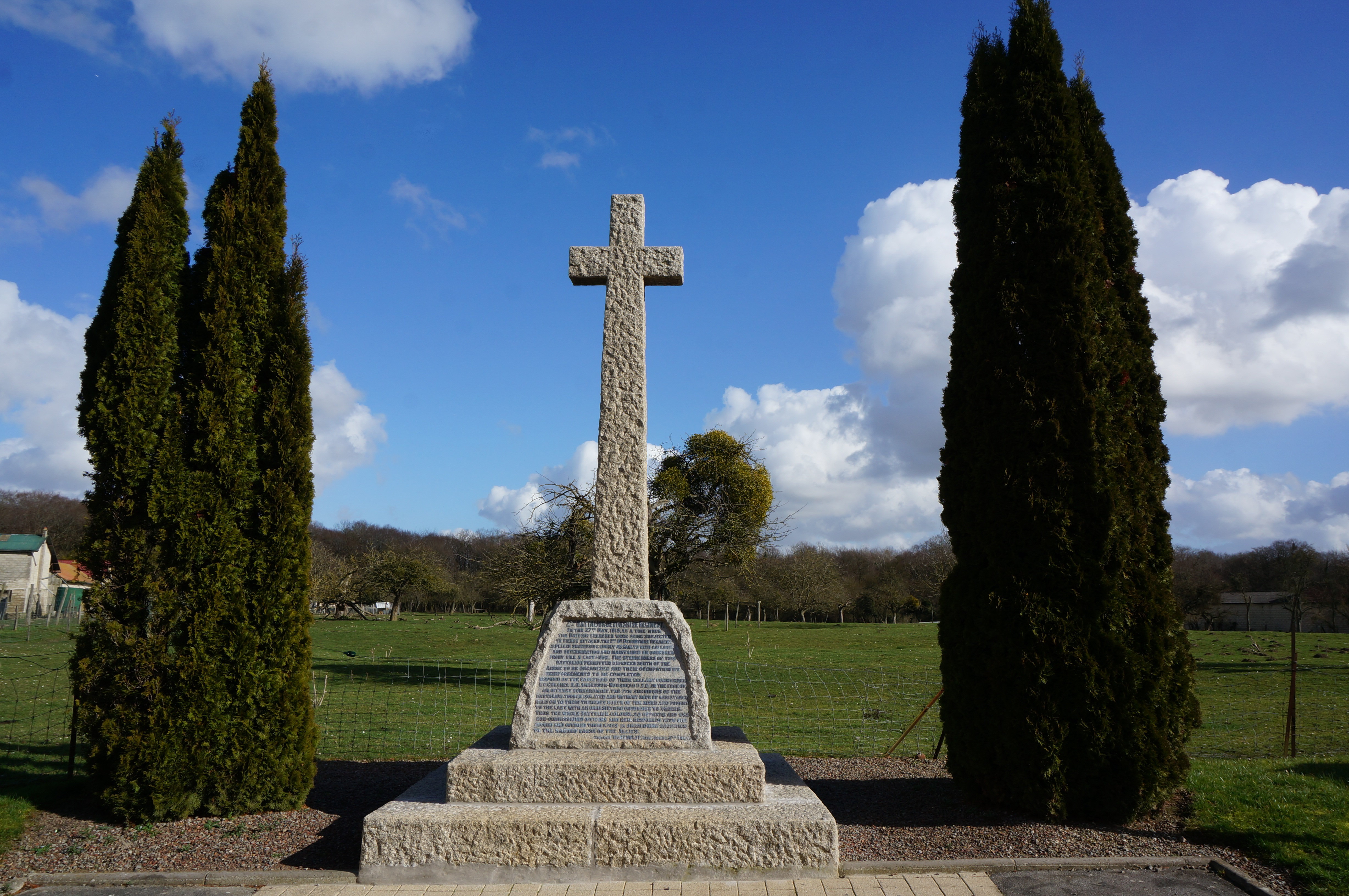
Das 2. Devonshires-Denkmal in La Ville-aux-Bois-lès-Pontavert, dessen Bau vom Devon County War Memorial Committee unterstützt wurde.

Der erste Vorschlag zum Gedenken an Devons Kriegstote kam vom Dekan von Exeter im Dezember 1918, einen Monat nach der Unterzeichnung des Waffenstillstands. Der Dekan schlug vor, in der Kathedrale von Exeter einen Kreuzgang zu errichten, der möglicherweise ein Kriegsdenkmal enthalten könnte. Die Idee wurde jedoch Anfang 1919 aus Geldmangel aufgegeben. Ein weiterer Vorschlag, der in den lokalen Medien Aufmerksamkeit erregte, war der Bau eines neuen Flügels am Royal Devon and Exeter Hospital. Die Idee, überhaupt ein Kriegerdenkmal zu errichten, erwies sich als umstritten – der Vorsitzende der örtlichen Zweigstelle der National Federation of Discharged and Demobilised Sailors and Soldiers war der Meinung, dass die Gelder besser für die Betreuung überlebender Veteranen ausgegeben werden sollten, und verurteilte die Idee eines Denkmal als „nutzlose Geldverschwendung“. Der Devon County Council bildete das County War Memorial Committee unter dem Vorsitz von Hugh Fortescue, 4th Earl Fortescue, um 23 Vorschläge zu prüfen, darunter mehrere, die von der Öffentlichkeit eingereicht wurden.
Das Komitee war auf öffentliche Spenden angewiesen und erkannte, dass es unwahrscheinlich war, eine große Geldsumme aufzubringen, da sich die Gemeinden in ganz Devon auf ihre eigenen Gedenkfeiern konzentrieren und einzelne Kriegsdenkmäler in Auftrag geben würden. Dennoch war das Komitee entschlossen, eine Art Denkmal für die Kriegstoten des Landkreises zu errichten, und suchte als Kompromiss ein einfaches, aber elegantes Denkmal. Sie gaben Lutyens 1920 den Auftrag und entschieden sich für seinen Kriegskreuz-Entwurf. Das Komitee prüfte mehrere potenzielle Standorte, darunter Cawsand Beacon im Dartmoor und die Haldon Hills im Süden von Devon. Der bevorzugte Standort des Komitees war jedoch die Kathedrale in der Nähe von Exeter. Der konkrete Standort wurde so gewählt, dass das Denkmal von der High Street und Broadgate aus sichtbar ist. Mit seinen verbleibenden Mitteln unterstützte das Devon County War Memorial Committee den Bau eines Schlachtfelddenkmals in La Ville-aux-Bois-lès-Pontavert in Frankreich zu Ehren des 2. Bataillons des Devonshire-Regiments, das besonders schwere Kämpfe im Bois des Buttes während der Dritten Schlacht an der Aisne ertragen musste.
Das Denkmal ist eines von zwei großen Kriegsdenkmälern in Exeter, das andere ist das Kriegsdenkmal von Exeter in Northernhay Gardens. In der Kathedrale von Exeter befinden sich auch Denkmäler für das Devonshire Regiment und den Wessex Field Ambulance. Für das städtische Kriegerdenkmal war ein separates Komitee unter der Leitung des Stadtrats von Exeter zuständig. Die Gedenkkomitees der Stadt und der Grafschaft versäumten es auffällig, zusammenzuarbeiten. Laut James Owen, dem Vorsitzenden des Stadtkomitees, bot die Stadt ein gemeinsames Komitee an, aber die Grafschaft „schlug uns die Tür vor der Nase zu“, während Lord Fortescue der Stadt vorwarf, ihr eigenes Projekt ohne Diskussion mit der Grafschaft voranzutreiben. Beide Komitees wollten das Hauptdenkmal für Devon entwerfen, wobei die anderen lediglich Gelder beisteuerten, aber keines war bereit, die Kontrolle abzugeben. Das Ergebnis war, dass in Exeter zwei sehr unterschiedliche Denkmäler errichtet wurden: Das Denkmal der Stadt hat die Form einer Siegesfigur auf einem großen Sockel, umgeben von weiteren Skulpturen, die ein Kreuz bilden.

## Geschichte und Design

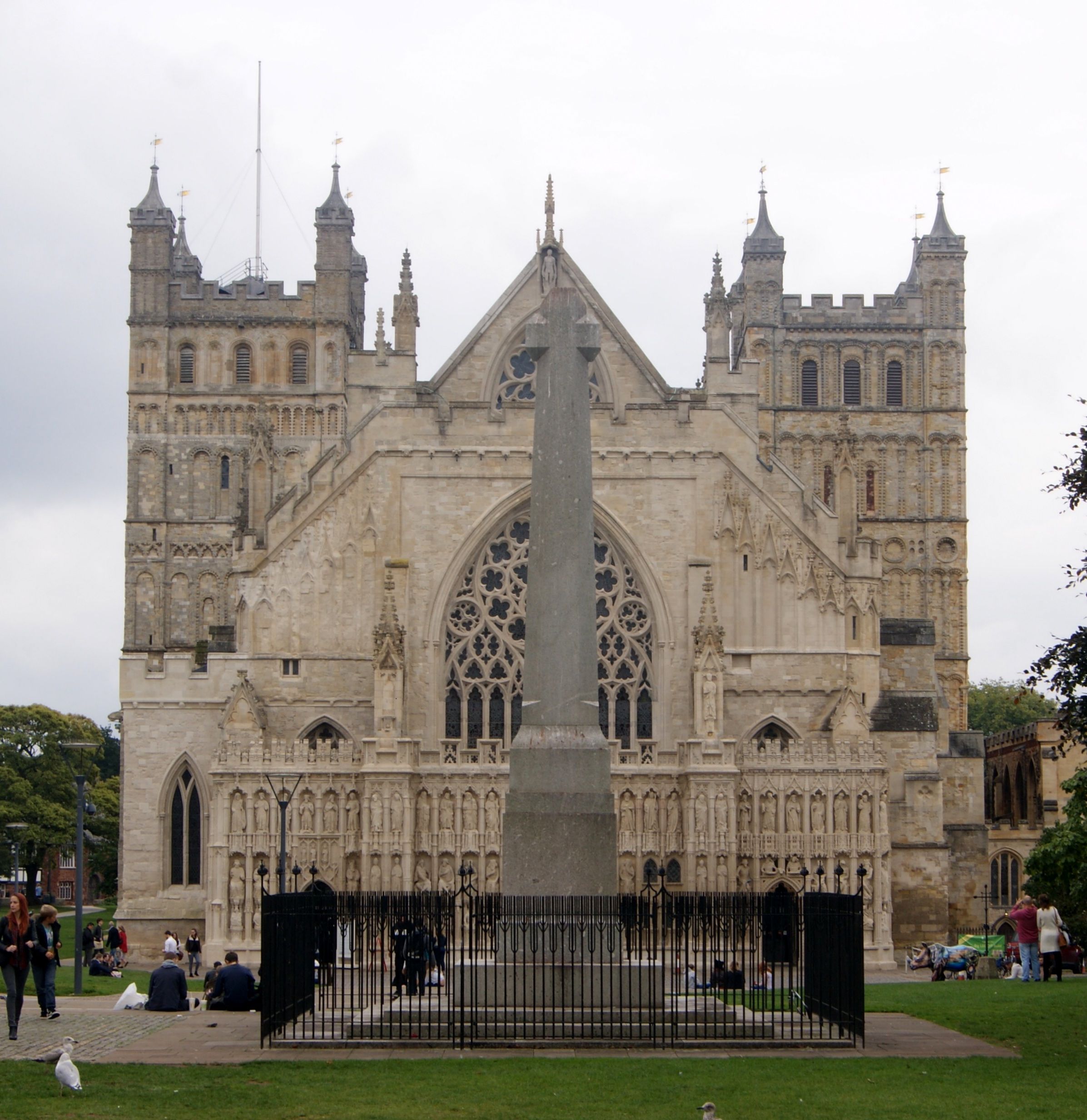
Ein Blick auf das Denkmal und die Kathedrale von Exeter

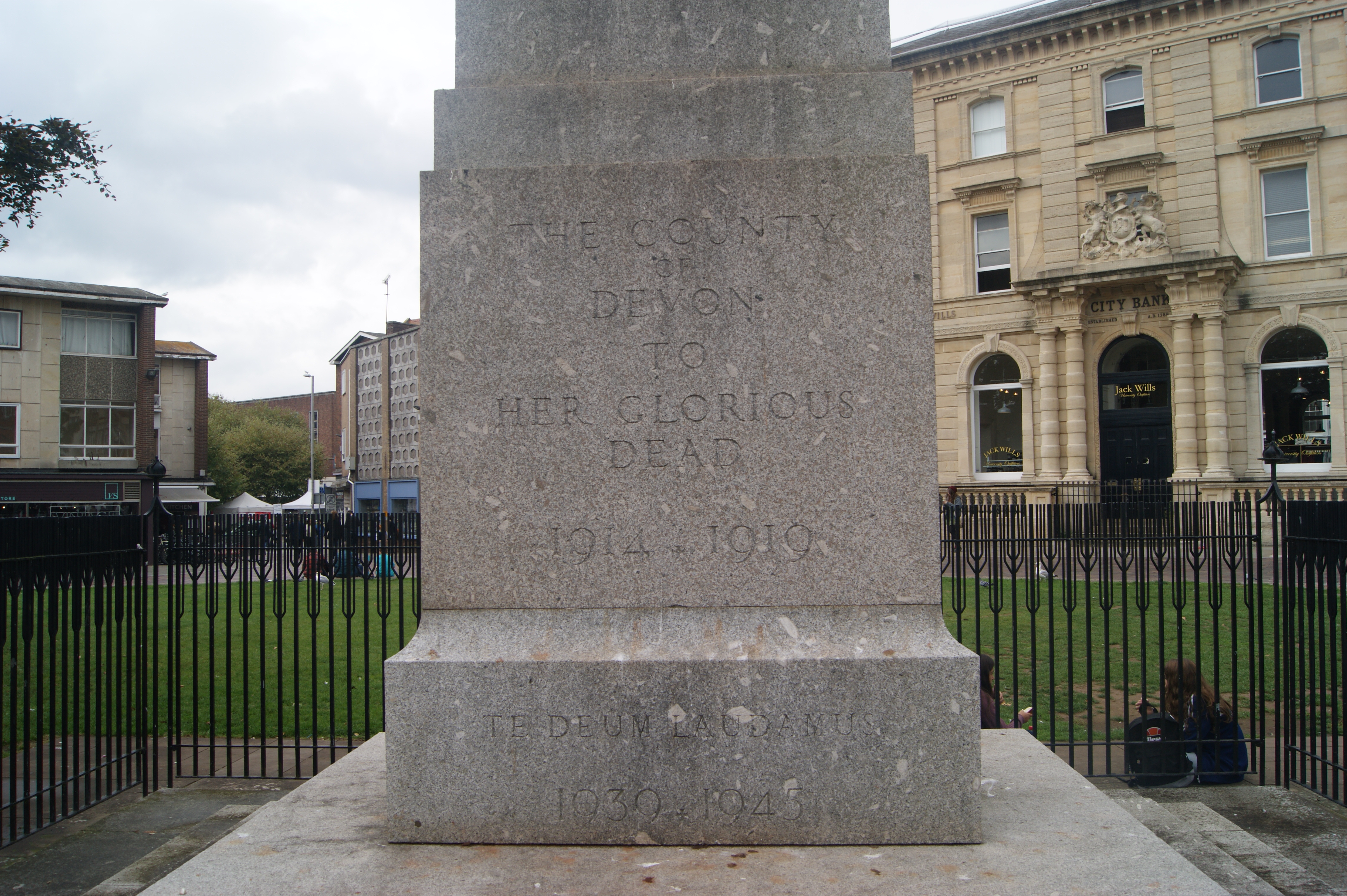
Detail der Inschrift auf dem Sockel

Das Projekt wurde einfach fortgesetzt, nachdem der Entwurf vereinbart worden war. Das Denkmal wurde auf dem Cathedral Green, direkt westlich der Kathedrale selbst, in einer Linie mit dem Altar errichtet – laut der Historikerin Hazel Harvey ist es nach Osten ausgerichtet und steht auf einer hypothetischen Linie, die vom Hochaltar durch das Kirchenschiff verläuft. Es liegt nordwestlich eines Metallkreuzes, dem Kirchturmabschluss der St Mary Major Church in Exeter, und markiert den früheren Standort des Gebäudes, das 1971 abgerissen wurde.
Das Denkmal hat die Form eines 9,1 Meter hohen Granitkreuzes, das in Haytor auf Dartmoor abgebaut und aus einem einzigen Stein gehauen wurde – dem größten, den Lutyens erwerben konnte. Das Kreuz besteht aus einem sich verjüngenden, abgeflachten sechseckigen Schaft, an den nahe der Oberseite abgeschrägte Arme angeformt sind, die nicht breiter als die Basis sind. Es steht auf einem dreistufigen Sockel und einem rechteckigen Sockel, der seinerseits auf drei Steinstufen ruht, wie es für die Kriegsdenkmäler von Lutyens üblich ist. Die mittlere Ebene des Sockels trägt die Inschrift „THE COUNTY OF DEVON TO HER GLORIOUS DEAD / 1914–1919 / TE DEUM LAUDAMUS / 1939–1945“. Nach seiner Fertigstellung sagte Lutyens über das Denkmal: „it is very simple and a monolith and its subtlety in line means labour, care and thought. [...] It should endure forever“ (auf Deutsch: „Es ist sehr einfach und ein Monolith, und seine Feinheit in der Linie bedeutet Arbeit, Sorgfalt und Nachdenken. [...] Es sollte für immer Bestand haben“).
Das Denkmal wurde am Pfingstmontag, dem 16. Mai 1921, vom Prince of Wales (dem späteren König Edward VIII.) in Anwesenheit von Lutyens enthüllt. Bei der Enthüllungszeremonie hielt Lord Fortescue eine Rede, in der er schätzte, dass 11.600 Männer und Frauen aus Devon während ihres Kriegsdienstes getötet worden seien. Später gab er an, dass etwa 63.700 (8000 reguläre Soldaten, 36.700 Freiwillige und 19.000 Wehrpflichtige) in den Streitkräften gedient hätten. Die Namen der Gefallenen wurden auf einer Ehrentafel festgehalten, von der drei Kopien angefertigt wurden: eine für die Kathedrale von Exeter, eine für den Bezirksrat und eine, die der Prince of Wales in einer Mulde im Sockel des Kriegerdenkmals legte. Der Besuch des Prinzen sorgte in der Gegend für große Aufregung. Tausende Menschen säumten die Straße, um seine Wagenkolonne zu begrüßen, und Geschäfte in der High Street hingen Banner mit Willkommensbotschaften auf. Nach der Enthüllung verbrachte Edward zehn Tage damit, die Gegend zu erkunden.
Bei archäologischen Ausgrabungen im westlichen Teil des Cathedral Green im Jahr 1971 wurden die Überreste mehrerer römischer Gebäude, darunter auch Bäder, freigelegt. Die Ruinen wurden aufgrund fehlender Mittel für Konservierungsarbeiten wieder begraben, waren aber als antikes Denkmal vorgesehen. 1974 wurde bei Geoffrey Alan Jellicoe ein Prozessionsweg zwischen dem Kriegerdenkmal und der Kathedrale in Auftrag gegeben. Sein Entwurf – der nach weiteren Ausgrabungen im Jahr 1976 umgesetzt wurde – bestand aus einem quadratischen Vorplatz an der Westfront der Kathedrale, von dem aus eine Reihe breiter, flacher Stufen zu einer Plattform am Denkmal führen und so die Ausrichtung auf den Altar betonen und die visuelle Verbindung mit der Kathedrale stärken. 1979 wurde eine Inschrift mit den Daten des Zweiten Weltkriegs hinzugefügt. Als Reaktion auf Probleme mit Vandalismus und asozialem Verhalten wurde 2006 am Fuße des Denkmals eine Reihe von Metallgeländern errichtet, die der Autor Tim Skelton als „unglückliche Ergänzung“ bezeichnete.
Am 16. April 2009 wurde das Denkmal – einschließlich der Prozessionsstraße – aufgrund seines besonderen architektonischen oder historischen Interesses als denkmalgeschütztes Gebäude der Grade II* eingestuft, ein Status, der rechtlichen Schutz vor unbefugtem Abriss oder Umbau bietet. Im November 2015 wurden die Kriegsdenkmäler von Lutyens im Rahmen der Gedenkfeierlichkeiten zum 100. Jahrestag des Ersten Weltkriegs als „nationale Sammlung“ anerkannt. Alle 44 seiner freistehenden Denkmäler in England wurden gelistet oder ihr Status wurde überprüft und ihre Einträge in der National Heritage List for England wurden aktualisiert und erweitert.